# Eco Management and Audit Scheme
EMAS (Eco Management and Audit Scheme), EU:s miljöstyrnings- och miljörevisionsordning, är en EU-förordning som fastställdes i juli 1993 och trädde i kraft medlemsländerna den första januari 1995. Den syftar till att på frivillig väg få företag att bli miljövänligare. EMAS bygger på ISO 14001, men innehåller även andra delar som ingår i ett miljöarbete.